# Primera División Amateur do Uruguai
A Primera Divisional C é uma competição correspondente à Terceira Divisão do futebol uruguaio. Trata-se da principal categoria de caráter amador dentro da estrutura oficial do futebol uruguaio, embora seja gerida e regulamentada pela Asociación Uruguaya de Fútbol (AUF), a mesma entidade que organiza as divisões profissionais.
Fundada originalmente em 1972 como Primera División "C", foi renomeada como Liga Metropolitana Amateur entre 1997 e 2007 (na época limitada a equipes de Montevidéu e sua área metropolitana). Posteriormente passou a ser chamada de Segunda División Amateur, a partir da temporada de 2008–09; em 2017, foi rebatizada como Segunda B Nacional (e aberta para clubes de todo o país). A partir de 2019, mudou o nome para Primera División Amateur e, em 2025, foi novamente renomeada para Primera Divisional C.

## História
A Divisional Intermedia no período entre 1915 até 1931 serviu de Segunda Divisão pois eram organizados campeonatos para subir a Primeira Divisão. Nos anos de 1932, 1933, 1934, 1935 e 1936 por não ter o número suficiente de clubes capazes de sustentar como equipes profissionais,  a  Segunda Divisão foi mantida mas sem ter uma promoção ou rebaixamento. Retornou ao normal em 1937 permanecendo até 1941 com o acesso para a principal divisão do futebol uruguaio. 
Com a criação da Segunda División Profesional de Uruguay partir de 1942 a Divisional Intermedia passou a corresponder a Terceira Divisão quando em 1972 foi criada Primera C extinguindo a Divisional Intermedia.
De 2008-2016 a Terceira Divisão é disputada no formato Apertura e Clausura passando a se chamar oficialmente de Segunda División Amateur de Uruguay onde participava somente equipes da capital Montevidéu.
Com as mudanças estabelecidas pela AUF em 2017 a Terceira Divisão passou a se chamar Segunda B Nacional podendo participar equipes da capital e do Interior do Uruguai. Em 2019 mudou o nome para Primera División Amateur de Uruguay.

## Campeões por ano

### Divisional Extra
| Ed.          | Ano  | Campeão              | Vice-campeão         | 3º lugar             | Ref.  |
| ------------ | ---- | -------------------- | -------------------- | -------------------- | ----- |
| 1ª           | 1913 | Independencia        |                      |                      |       |
| 2ª           | 1914 | Charley              |                      |                      |       |
| 3ª           | 1915 | Worcester            |                      |                      |       |
| 4ª           | 1916 | Liverpool            |                      |                      | [ 8 ] |
| 5ª           | 1917 | Miramar              |                      |                      | [ 9 ] |
| 6ª           | 1918 | Fénix                |                      |                      |       |
| 7ª           | 1919 | Lito                 |                      |                      |       |
| 8ª           | 1920 | Colón                |                      |                      |       |
| 9ª           | 1921 | Bella Vista          |                      |                      |       |
| 10ª          | 1922 | Capurro              |                      |                      |       |
| 11ª          | 1923 | Belgrano             |                      |                      |       |
| 12ª          | 1924 | Washington           |                      |                      |       |
| ―            | 1925 | NÃO HOUVE COMPETIÇÃO | NÃO HOUVE COMPETIÇÃO | NÃO HOUVE COMPETIÇÃO |       |
| 13ª          | 1926 | Tiro Federal         |                      |                      |       |
| 14ª          | 1927 | Tiro Federal         |                      |                      |       |
| 15ª          | 1928 | Oriental             |                      |                      |       |
| ―            | 1929 | NÃO HOUVE COMPETIÇÃO | NÃO HOUVE COMPETIÇÃO | NÃO HOUVE COMPETIÇÃO |       |
| 16ª          | 1930 | Maroñas              |                      |                      |       |
| 17ª          | 1931 | Deportivo Juventud   |                      |                      |       |
| 18ª          | 1932 | Última Hora          |                      |                      |       |
| 19ª          | 1933 | La Luz               |                      |                      |       |
| 20ª          | 1934 | Artigas              |                      |                      |       |
| 21ª          | 1935 | Bolton Wanderers     |                      |                      |       |
| 22ª          | 1936 | Uruguay Montevideo   |                      |                      |       |
| 23ª          | 1937 | Miramar              |                      |                      | [ 9 ] |
| 24ª          | 1938 | Artigas              |                      |                      |       |
| 25ª          | 1939 | San Carlos           |                      |                      |       |
| 26ª          | 1940 | Rosarino Central     |                      |                      |       |
| 27ª          | 1941 | Olivol               |                      |                      |       |
| Notas: 1. 2. |      |                      |                      |                      |       |

### Divisional Intermedia
| Ed. | Ano  | Campeão                                                   | Vice-campeão                                              | 3º lugar                                                  | Ref.                |
| --- | ---- | --------------------------------------------------------- | --------------------------------------------------------- | --------------------------------------------------------- | ------------------- |
| 28ª | 1942 | Fénix                                                     |                                                           |                                                           | [ 10 ] [ 11 ]       |
| 29ª | 1943 | Danubio                                                   |                                                           |                                                           | [ 10 ] [ 11 ]       |
| 30ª | 1944 | Olivol                                                    |                                                           |                                                           | [ 10 ] [ 11 ]       |
| 31ª | 1945 | Bahía                                                     |                                                           |                                                           | [ 10 ] [ 11 ]       |
| 32ª | 1946 | Canillitas del Uruguay                                    |                                                           |                                                           | [ 10 ] [ 11 ]       |
| 33ª | 1947 | Artigas                                                   |                                                           |                                                           | [ 10 ] [ 11 ]       |
| ―   | 1948 | Não foi concluído devido à greve dos jogadores de futebol | Não foi concluído devido à greve dos jogadores de futebol | Não foi concluído devido à greve dos jogadores de futebol | [ 10 ] [ 11 ]       |
| 34ª | 1949 | Fénix                                                     |                                                           |                                                           | [ 10 ] [ 11 ]       |
| 35ª | 1950 | Uruguay Montevideo                                        |                                                           |                                                           | [ 10 ] [ 11 ]       |
| 36ª | 1951 | Cerrito                                                   |                                                           |                                                           | [ 10 ] [ 11 ]       |
| 37ª | 1952 | Mar de Fondo                                              |                                                           |                                                           | [ 10 ] [ 11 ]       |
| 38ª | 1953 | Canillitas del Uruguay                                    |                                                           |                                                           | [ 10 ] [ 11 ]       |
| 39ª | 1954 | Colón                                                     |                                                           |                                                           | [ 10 ] [ 11 ]       |
| 40ª | 1955 | Uruguay Montevideo                                        |                                                           |                                                           | [ 10 ] [ 11 ]       |
| 41ª | 1956 | Progreso                                                  |                                                           |                                                           | [ 10 ] [ 11 ]       |
| 42ª | 1957 | Uruguay Montevideo                                        |                                                           |                                                           | [ 10 ] [ 11 ]       |
| 43ª | 1958 | Mar de Fondo                                              |                                                           |                                                           | [ 10 ] [ 11 ]       |
| 44ª | 1959 | Bella Vista                                               |                                                           |                                                           | [ 10 ] [ 11 ]       |
| 45ª | 1960 | Huracán Buceo                                             |                                                           |                                                           | [ 10 ] [ 11 ]       |
| 46ª | 1961 | Mar de Fondo                                              |                                                           |                                                           | [ 10 ] [ 11 ]       |
| 47ª | 1962 | La Luz                                                    |                                                           |                                                           | [ 10 ] [ 11 ]       |
| 48ª | 1963 | Progreso                                                  |                                                           |                                                           | [ 10 ] [ 11 ]       |
| 49ª | 1964 | Platense                                                  |                                                           |                                                           | [ 10 ] [ 11 ]       |
| 50ª | 1965 | Uruguay Montevideo                                        |                                                           |                                                           | [ 10 ] [ 11 ]       |
| 51ª | 1966 | Rentistas                                                 |                                                           |                                                           | [ 10 ] [ 11 ]       |
| 52ª | 1967 | Huracán Buceo                                             |                                                           |                                                           | [ 10 ] [ 11 ]       |
| 53ª | 1968 | Alto Perú                                                 |                                                           |                                                           | [ 10 ] [ 11 ]       |
| 54ª | 1969 | Mar de Fondo                                              |                                                           |                                                           | [ 10 ] [ 11 ]       |
| 55ª | 1970 | Cerrito                                                   |                                                           |                                                           | [ 10 ] [ 11 ]       |
| 56ª | 1971 | Misiones                                                  |                                                           |                                                           | [ 9 ] [ 10 ] [ 11 ] |

### Primera C
| Ed. | Ano  | Campeão                 | Vice-campeão | 3º lugar | Ref.                 |
| --- | ---- | ----------------------- | ------------ | -------- | -------------------- |
| 57ª | 1972 | Salus                   |              |          | [ 10 ] [ 11 ]        |
| 58ª | 1973 | Villa Española          |              |          | [ 10 ] [ 11 ]        |
| 59ª | 1974 | Misiones                |              |          | [ 9 ] [ 10 ] [ 11 ]  |
| 60ª | 1975 | Progreso                |              |          | [ 10 ] [ 11 ]        |
| 61ª | 1976 | La Luz                  |              |          | [ 10 ] [ 11 ]        |
| 62ª | 1977 | Salus                   |              |          | [ 10 ] [ 11 ]        |
| 63ª | 1978 | Progreso                |              |          | [ 10 ] [ 11 ]        |
| 64ª | 1979 | Universidad Mayor       |              |          | [ 10 ] [ 11 ]        |
| 65ª | 1980 | Villa Española          |              |          | [ 10 ] [ 11 ]        |
| 66ª | 1981 | Platense                |              |          | [ 10 ] [ 11 ]        |
| 67ª | 1982 | Cerrito                 |              |          | [ 10 ] [ 11 ]        |
| 68ª | 1983 | Huracán                 |              |          | [ 10 ] [ 11 ]        |
| 69ª | 1984 | Villa Teresa            |              |          | [ 10 ] [ 11 ]        |
| 70ª | 1985 | Sportivo Italiano       |              |          | [ 10 ] [ 11 ]        |
| 71ª | 1986 | El Tanque Sisley        |              |          | [ 10 ] [ 11 ]        |
| 72ª | 1987 | Villa Española          |              |          | [ 10 ] [ 11 ]        |
| 73ª | 1988 | Colón                   |              |          | [ 10 ] [ 11 ]        |
| 74ª | 1989 | Basáñez                 |              |          | [ 10 ] [ 11 ]        |
| 75ª | 1990 | Huracán                 |              |          | [ 10 ] [ 11 ]        |
| 76ª | 1991 | Fénix                   |              |          | [ 10 ] [ 11 ]        |
| 77ª | 1992 | La Luz                  |              |          | [ 10 ] [ 11 ]        |
| 78ª | 1993 | Uruguay Montevideo      |              |          | [ 10 ] [ 11 ]        |
| 79ª | 1994 | Platense                |              |          | [ 10 ] [ 11 ]        |
| 80ª | 1995 | Juventud de Las Piedras |              |          | [ 10 ] [ 11 ] [ 12 ] |
| 81ª | 1996 | Villa Española          |              |          | [ 10 ] [ 11 ]        |

### Liga Metropolitana Amateur
| Ed. | Ano  | Campeão            | Vice-campeão       | 3º lugar           | Ref.          |
| --- | ---- | ------------------ | ------------------ | ------------------ | ------------- |
| 82ª | 1997 | El Tanque Sisley   |                    |                    | [ 10 ] [ 11 ] |
| 83ª | 1998 | Cerrito            |                    |                    | [ 10 ] [ 11 ] |
| 84ª | 1999 | Villa Teresa       |                    |                    | [ 10 ] [ 11 ] |
| 85ª | 2000 | Colón              | Oriental de La Paz | Huracán            | [ 10 ] [ 11 ] |
| 86ª | 2001 | La Luz             | Boston River       | Platense           | [ 10 ] [ 11 ] |
| 87ª | 2002 | Uruguay Montevideo | La Luz             | Boston River       | [ 10 ] [ 11 ] |
| 88ª | 2003 | La Luz             | Albion             | Platense           | [ 10 ] [ 11 ] |
| 89ª | 2004 | Oriental de La Paz | Boston River       | Mar de Fondo       | [ 10 ] [ 11 ] |
| 90ª | 2005 | Platense           | Boston River       | Oriental de La Paz | [ 10 ] [ 11 ] |
| 91ª | 2006 | Boston River       | Alto Perú          | Oriental de La Paz | [ 10 ] [ 11 ] |
| 92ª | 2007 | Oriental de La Paz | Villa Teresa       | Huracán            | [ 10 ] [ 11 ] |

### Segunda División Amateur
| Ed.  | Ano     | Campeão            | Vice-campeão       | 3º lugar           | Ref.                 |
| ---- | ------- | ------------------ | ------------------ | ------------------ | -------------------- |
| 93ª  | 2008–09 | Oriental de La Paz | Torque             | Coraceros          | [ 10 ] [ 11 ] [ 13 ] |
| 94ª  | 2009–10 | Huracán            | Uruguay Montevideo | Platense           | [ 10 ] [ 11 ] [ 14 ] |
| 95ª  | 2010–11 | Villa Teresa       | Colón              | Platense           | [ 11 ] [ 15 ] [ 16 ] |
| 96ª  | 2011–12 | Torque             | Canadian           | Colón              | [ 11 ] [ 17 ]        |
| 97ª  | 2012–13 | Canadian           | Uruguay Montevideo | Oriental de La Paz | [ 11 ] [ 18 ]        |
| 98ª  | 2013–14 | Villa Española     | Oriental de La Paz | Basáñez            | [ 11 ] [ 19 ] [ 20 ] |
| 99ª  | 2014–15 | Oriental de La Paz | Basáñez            | Albion             | [ 11 ] [ 21 ] [ 22 ] |
| 100ª | 2015–16 | Cerrito            | Basáñez            | Uruguay Montevideo | [ 11 ] [ 23 ]        |

### Segunda División B Nacional
| Ed.  | Ano  | Campeão     | Vice-campeão | 3º lugar | Ref.                        |
| ---- | ---- | ----------- | ------------ | -------- | --------------------------- |
| 101ª | 2017 | Albion      | Colón        | Basáñez  | [ 11 ] [ 24 ] [ 25 ] [ 26 ] |
| 102ª | 2018 | Bella Vista | Colón        | Rocha    | [ 11 ] [ 27 ] [ 28 ]        |

### Primera División Amateur
| Ed.  | Ano  | Campeão            | Vice-campeão       | 3º lugar       | Ref.                                      |
| ---- | ---- | ------------------ | ------------------ | -------------- | ----------------------------------------- |
| 103ª | 2019 | Rocha              | Uruguay Montevideo | Potencia       | [ 11 ] [ 29 ] [ 30 ]                      |
| 104ª | 2020 | Uruguay Montevideo | Colón              | La Luz         | [ 31 ] [ 32 ]                             |
| 105ª | 2021 | Miramar Misiones   | La Luz             | Tacuarembó     | [ 33 ] [ 34 ] [ 35 ]                      |
| 106ª | 2022 | Tacuarembó         | Oriental de La Paz | Bella Vista    | [ 36 ] [ 37 ] [ 38 ] [ 39 ]               |
| 107ª | 2023 | Colón              | Cooper             | Basáñez        | [ 40 ] [ 41 ]                             |
| 108ª | 2024 | Artigas            | Central Español    | Villa Española | [ 42 ] [ 43 ] [ 44 ] [ 45 ] [ 46 ] [ 47 ] |

### Primera Divisional C
| Ed.  | Ano  | Campeão    | Vice-campeão | 3º lugar   | Ref. |
| ---- | ---- | ---------- | ------------ | ---------- | ---- |
| 109ª | 2025 | EM DISPUTA | EM DISPUTA   | EM DISPUTA |      |

## Títulos por equipe
| Clube              | Total                                              |
| ------------------ | -------------------------------------------------- |
| Uruguay Montevideo | 8 (1936, 1950, 1955, 1957, 1965, 1993, 2002, 2020) |
|                    |                                                    |
| La Luz             | 6 (1933, 1962, 1976, 1992, 2001, 2003)             |
|                    |                                                    |
| Oriental           | 5 (1928, 2004, 2007, 2008/09, 2014/15)             |
|                    |                                                    |
| Cerrito            | 5 (1951, 1970, 1982, 1998, 2015/16)                |
|                    |                                                    |
| Villa Española     | 5 (1973, 1980, 1987, 1996, 2013/14)                |
|                    |                                                    |
| Miramar Misiones   | 5 (1917, 1937, 1971, 1974, 2021)                   |
|                    |                                                    |
| Colón              | 5 (1920, 1954, 1988, 2000, 2023)                   |
|                    |                                                    |
| Mar de Fondo       | 4 (1952, 1958, 1961, 1969)                         |
|                    |                                                    |
| Progreso           | 4 (1956, 1963, 1975, 1978)                         |
|                    |                                                    |
| Fénix              | 4 (1918, 1942, 1949, 1991)                         |
|                    |                                                    |
| Platense           | 4 (1964, 1981, 1994, 2005)                         |
|                    |                                                    |
| Bella Vista        | 3 (1921, 1959, 2018)                               |
|                    |                                                    |
| Artigas            | 3 (1934, 1938, 1947)                               |
|                    |                                                    |
| Huracán            | 3 (1983, 1990, 2009/10)                            |
|                    |                                                    |
| Villa Teresa       | 3 (1984, 1999, 2010/11)                            |
|                    |                                                    |
| Tiro Federal       | 2 (1926, 1927)                                     |
|                    |                                                    |
| Olivol             | 2 (1941, 1944)                                     |
|                    |                                                    |
| Canillitas         | 2 (1946, 1953)                                     |
|                    |                                                    |
| Huracán Buceo      | 2 (1960, 1967)                                     |
|                    |                                                    |
| Salus              | 2 (1972, 1977)                                     |
|                    |                                                    |
| El Tanque Sisley   | 2 (1986, 1997)                                     |
|                    |                                                    |
| Independencia      | 1 (1913)                                           |
|                    |                                                    |
| Charley            | 1 (1914)                                           |
|                    |                                                    |
| Worcester          | 1 (1915)                                           |
|                    |                                                    |
| Liverpool          | 1 (1916)                                           |
|                    |                                                    |
| Lito               | 1 (1919)                                           |
|                    |                                                    |
| CA River Plate     | 1 (1922)                                           |
|                    |                                                    |
| Belgrano           | 1 (1923)                                           |
|                    |                                                    |
| Washington         | 1 (1924)                                           |
|                    |                                                    |
| Maroñas            | 1 (1930)                                           |
|                    |                                                    |
| Deportivo Juventud | 1 (1931)                                           |
|                    |                                                    |
| Última Hora        | 1 (1932)                                           |
|                    |                                                    |
| Bolton Wanderers   | 1 (1935)                                           |
|                    |                                                    |
| San Carlos         | 1 (1939)                                           |
|                    |                                                    |
| Rosario Central    | 1 (1940)                                           |
|                    |                                                    |
| Danubio            | 1 (1943)                                           |
|                    |                                                    |
| Olivol             | 1 (1944)                                           |
|                    |                                                    |
| Bahía              | 1 (1945)                                           |
|                    |                                                    |
| Rentistas          | 1 (1966)                                           |
|                    |                                                    |
| Alto Perú          | 1 (1968)                                           |
|                    |                                                    |
| Universidad Mayor  | 1 (1979)                                           |
|                    |                                                    |
| Sportivo Italiano  | 1 (1985)                                           |
|                    |                                                    |
| Basáñez            | 1 (1989)                                           |
|                    |                                                    |
| Juventud           | 1 (1995)                                           |
|                    |                                                    |
| Boston River       | 1 (2006)                                           |
|                    |                                                    |
| Torque             | 1 (2011/12)                                        |
|                    |                                                    |
| Canadian           | 1 (2012/13)                                        |
|                    |                                                    |
| Albion             | 1 (2017)                                           |
|                    |                                                    |
| Rocha              | 1 (2019)                                           |
|                    |                                                    |
| Tacuarembó         | 1 (2022)                                           |
|                    |                                                    |
| Tacuarembó         | 1 (2022)                                           |
|                    |                                                    |
| Artigas            | 1 (2024)                                           |